# اميلي بوسكيه
أميلي بوسكيه ولدت في روان في 1 يوليو 1815، وتوفيت في نويي سور سين في 26 مارس 1904. هي كاتبة فرنسية تقليدية، ورائدة في مجال الأساطير .

## سيرة شخصية
ولدت في حي مارتينفيل، ودرست في معهد شوفالييه ، الذي يقع أمام دير سانت أوين . وصفت هي بنفسها سنواتها الأولى وقدمت صورة غريبة عن استعادة البوربون في إحدى المقالات الأخيرة التي كتبتها، والتي نُشرت عام 1897 في المجلة الزرقاء تحت عنوان ترميم أطفال تلميذة Une écolière children la Restauration، « أجزاء من المذكرات inédits غير منشورة » .

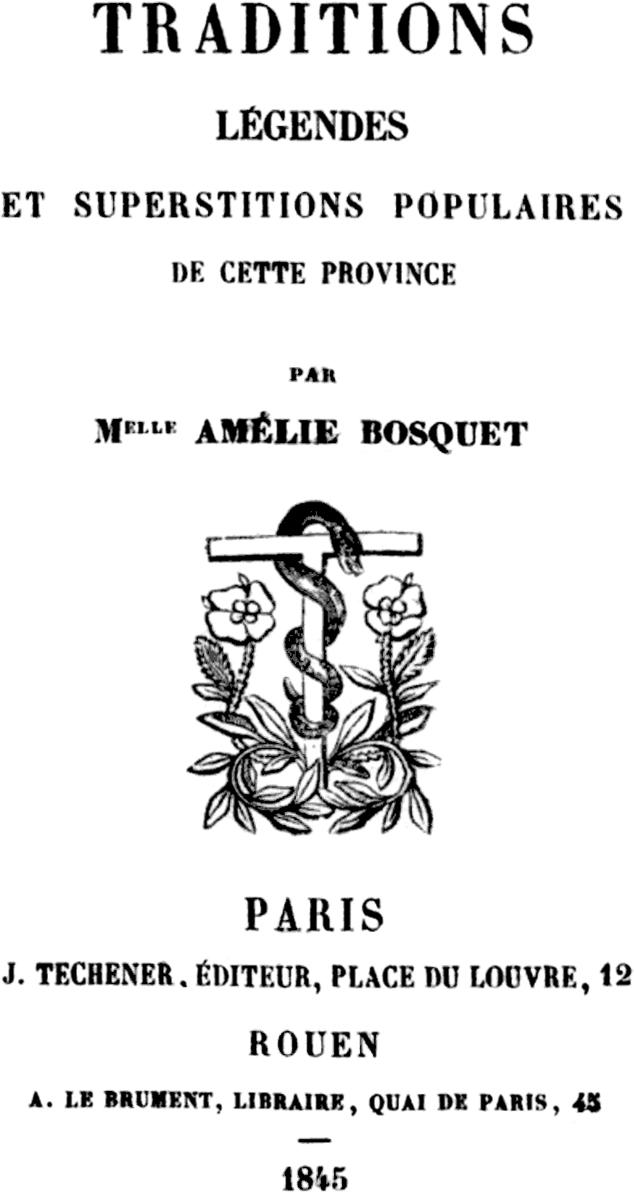
الواجهة الأمامية للنورماندي الرومانسي والرائع.

### الأعمال المذكورة
- Winock، Michel (2013). Flaubert. Collection NRF Biographies. Gallimard. ISBN:9782070133482.